# Phyllachora tabernaemontanae
Phyllachora tabernaemontanae är en svampart som beskrevs av F. Stevens 1923. Phyllachora tabernaemontanae ingår i släktet Phyllachora och familjen Phyllachoraceae.   Inga underarter finns listade i Catalogue of Life.